# Наенко, Михаил Кузьмич
}}
Михаил Кузьмич Нае́нко (р. 1938) — советский и украинский литературовед. 

## Биография
Родился 21 ноября 1938 года в селе Гуляйполе (ныне Черкасская область, Украина).
Окончил Лубенский сельскохозяйственный техникум (1961), филологический факультет КГУ имени Т. Г. Шевченко (1966).
В 1966—1970 годах преподавал украинскую литературу в Киевском музыкальном училище имени Р. М. Глиера. На протяжении 1970—1973 годов заведовал отделом журнала «Знание и труд», с 1973 года — ответственный секретарь, заместитель главного редактора журнала «Украинский язык и литература в школе».
В 1977 году защитил кандидатскую диссертацию на тему «Проблемы развития украинской советской новеллистики в период становления литературы социалистического реализма (двадцатые годы)» и с 1979 до 1991 года работает старшим научным сотрудником, ученым секретарем, ведущим научным сотрудником Института литературы имени Т. Г. Шевченко НАНУ.
В 1989 году защитил докторскую диссертацию «Лирико-романтическое стилевое течение в украинской советской прозе» (1989). С тех пор 15 лет возглавлял кафедру теории литературы и компаративистики КГУ имени Т. Г. Шевченко.
В 1992—2001 годах был деканом филологического факультета этого университета. На этом посту заботился о качественный преподавательский состав, приглашая на работу перспективных преподавателей периферийных вузов, создавая условия для научного роста. Возрождал на факультете традиции киевской филологической школы. Поощрял к научных поисков талантливую молодежь. Открыл ряд новых специальностей. В частности, особым достижением стало открытие в 1998 году специальностей «литературное творчество» — аналоге Московского литературного института. Для подготовки творческой молодежи привлек известных отечественных художников: В. Кордуна, В. Яворовского, Г. Штоня, А. Астафьева, В. Фольварочного и других.
В 2004 — 2009 годах — профессор кафедры теории литературы и компаративистики этого университета.
Читал курсы «История украинской литературы XX века». «История украинского литературоведения», «Теория и практика литературного творчества», спецкурсы «Романтизм», «Специфика труда писателя». Доктор филологических наук. Член СПУ и СЖУ. 
В активе Михаила Наенко более 500 научных и литературно-критических работ. Самые значительные из них — «Красота верности» (1981), «Романтический эпос» (1988, 2000), «Григорий Косынка» (1989), «Украинское литературоведение. Школы. Направления. Тенденции» (1997).
Вернул в научный оборот, подготовив к печати и выдав со своими предисловиями фундаментальные труды «История украинской литературы» Д. Чижевского (1994), «История украинского писательства» С. Ефремова (1996), «Реализм в украинской литературе» Д. Чижевского. Принимал активное участие в возвращении украинскому читателю произведений писателей Расстрелянного возрождения и осмыслении их доработку: упорядочил, подготовил предисловия и издал произведения И. Днепровского, А. Слисаренко и Г. М. Косынки.
Один из авторов учебников и академических изданий: «Украинская литература» (1976. 1980), «Украинская советская литература» (1979), «История украинской литературы. В 2-х томах» (1987—1988), «История украинской литературы XX века. В 2-х томах» (1996, 1998).
Также Михаил Наенко — автор ряда статей в УЛЭ, ЭСУ и других энциклопедических изданий. Отдельные статьи и рецензии на работы М. Наенко публиковались в Польше, России. Хорватии. Чехии, США. Признан «Человеком года» биографическими институтами США и Великобритании.
Председатель редакционной коллегии ежегодника «Филологические семинары» (Киев), редакционного совета альманаха «край Родной» (Полтава), член редколлегии журнала «Слово и Время» (Киев).
Сейчас — на пенсии. Две дочери, трое внуков.

## Награды и премии
- Государственная премия Украины имени Тараса Шевченко (1996) — за учебное пособие «История украинской литературы XX века» в 2 книгах
- премия имени Г. С. Сковороды

### Труды
- Наєнко М. К. История украинского литературоведения
- http://www.viche.info/journal/153/ (недоступная+ссылка)
- http://vitchyzna.ukrlife.org/11_12_08naenko.html
- http://ukrlife.org/main/prosvita/epos.htm
- http://litopys.org.ua/chyzh/chy01.htm

Интервью
Галяна Беляк. Русло и берега литературоведческой деятельности профессора Михаила Наєнка. К 75-летию со дня рождения / Родной край. Альманах ПНПУ. № 2 (29) 2013, стр. 130—140. — Режим доступа: http://lib.pnpu.edu.ua/files/nv/rk/rk20132.pdf